# SN 2017eaw
SN 2017eaw es una supernova ubicada a más de 22 millones de años luz de distancia, en la galaxia de los fuegos artificiales.
La estrella progenitora, según estudios recientes, fue una supergigante roja de aproximadamente 13 masas solares y una temperatura de 3500 °C, se presume que la estrella tuvo un radio estimado mayor a 1000 radios solares, lo que la convertiría en una de las estrellas más grandes conocidas si todavía existiera.
El remanente de supernova que dejó atrás la estrella tiene un tamaño aproximado de 4000 radios solares y una temperatura efectiva de 3350 K.